# Sue Upton
Sue Upton (Chadwell Heath, Essex, 1954. november 9. –) angol színésznő, táncos, aki leginkább a Benny Hill Show-ban való szereplésével vált ismertté. Benny Hill társulatának 1977-től kezdve volt tagja.

## Élete
20 éves koráig modellként dolgozott. Ezután a Love Machine nevű tánccsoport tagja lett, amely háromszor is szerepelt a The Benny Hill Showban. Bár ekkor már nem volt tagja a csoportnak, mégis a Love Machine szereplése hívta fel Hill figyelmét Uptonra.
Sue Upton 1977 és 1989 között szinte majdnem mindegyik Benny Hill Show epizódban feltűnt; kezdetben nagyrészt a Hill's Angels tagjaként, később pedig főleg inkább komikus szerepekben tűnt fel a műsorban. Benny Hill és Sue Upton között a barátság mély volt, Hill például minden évben rendszeresen meglátogatta Upton otthonát, emellett férjével és gyermekeivel is összebarátkozott.
Benny Hill 1992-es halála után visszavonult a színészettől.